# Roman Sludnov
Roman Andreyevich Sloudnov (ryska: Роман Андреевич Слуднов), född 24 februari 1980 i Omsk, är en rysk simmare som vann brons på 100 meter bröstsim i OS i Sydney 2000.
Sloudnov blev den 29 juni 2001 första man att lyckas simma samma distans under minuten, då han under ryska mästerskapen i Moskva  gick i mål på 59.97. Bara en knapp månad senare slog han nytt rekord när han i VM i Fukuoka, Japan, simmade på 59.94. I OS i Peking 2008 gick han till final på 100 meter bröstsim och slutade på en sjätte plats.

### Fotnoter
1. ↑  Swimrankings.net, Swimrankings.net simmar-ID: 4051585, läst: 26 april 2022.[källa från Wikidata]
2. ↑  ”Roman Sludnov Bio, Stats, and Results - Olympics at Sports.reference.com”. sportsreference.com. Sportsreference. Arkiverad från originalet den 8 oktober 2015. https://web.archive.org/web/20151008160253/http://www.sports-reference.com/olympics/athletes/sl/roman-sludnov-1.html. Läst 25 oktober 2015.